# Mametz (Pas-de-Calais)
Mametz (flämisch: Mammés) ist eine französische Gemeinde mit 1985 Einwohnern (Stand: 1. Januar 2022) im Département Pas-de-Calais in der Region Hauts-de-France. Sie gehört zum Arrondissement Saint-Omer und zum Kanton Fruges.

## Geographie
Die Gemeinde Mametz liegt etwa 13 Kilometer südsüdöstlich von Saint-Omer an der Leie. Umgeben wird Mametz von den Nachbargemeinden Rebecques im Norden, Aire-sur-la-Lys im Osten, Blessy im Süden, Enguinegatte im Südwesten, Thérouanne im Westen sowie Clarques im Nordwesten. Durch die Gemeinde führt die Autoroute A26.

## Bevölkerungsentwicklung
| Jahr      | 1962 | 1968 | 1975 | 1982 | 1990 | 1999 | 2006 | 2012 | 2022 |
| Einwohner | 1209 | 1267 | 1291 | 1392 | 1567 | 1716 | 1875 | 1991 | 1985 |

## Sehenswürdigkeiten
- Kirche Saint-Vaast aus dem 17. Jahrhundert
- Kirche Saint-Honoré in Crecques aus dem 19. Jahrhundert
- Kirche Saint-Quentin in Marthes aus dem 19. Jahrhundert
- Kapelle Notre-Dame du Tres Sainte-Rosaire
- alte Wassermühle
- Wasserturm

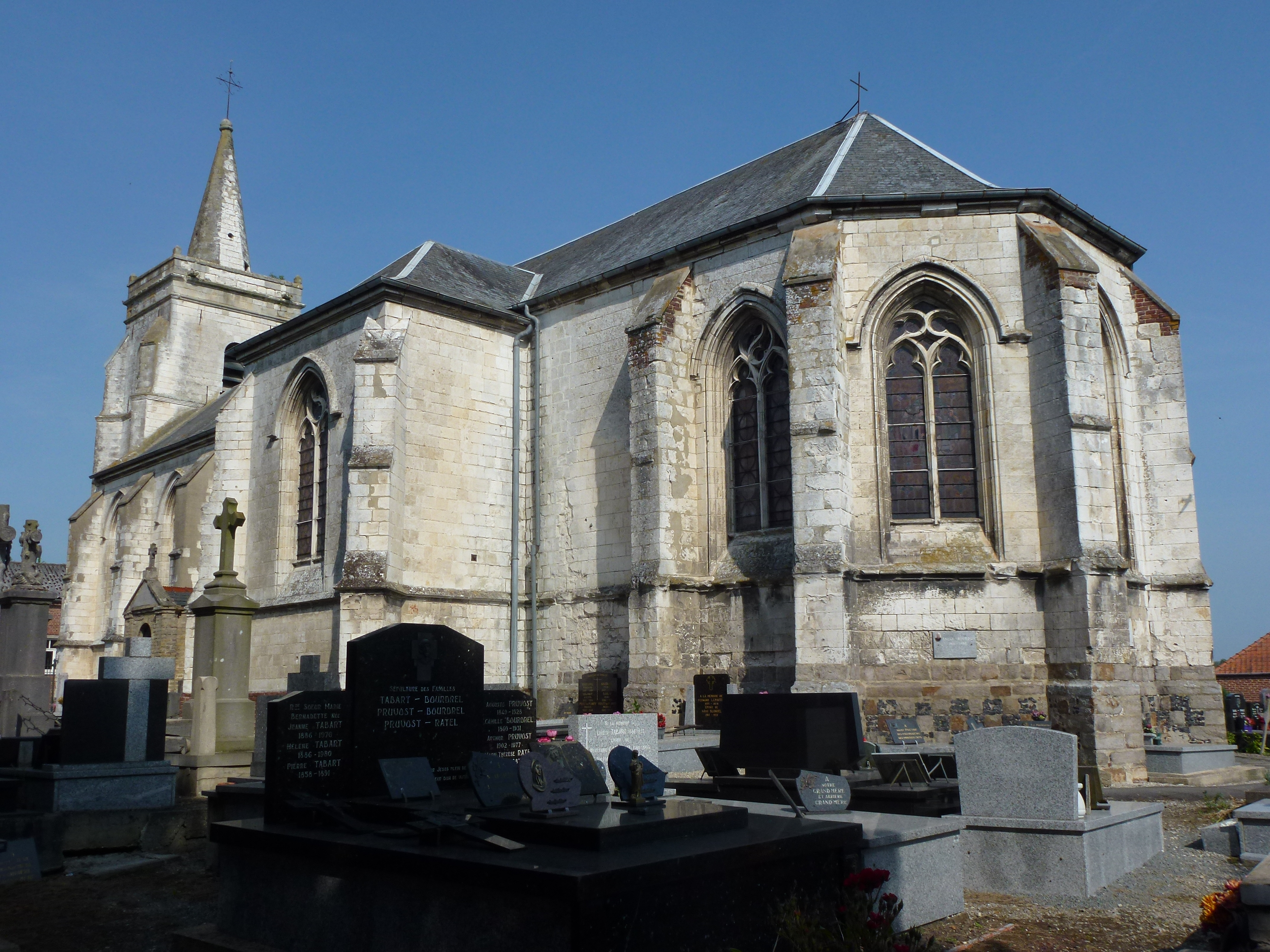
Kirche Saint-Vaast
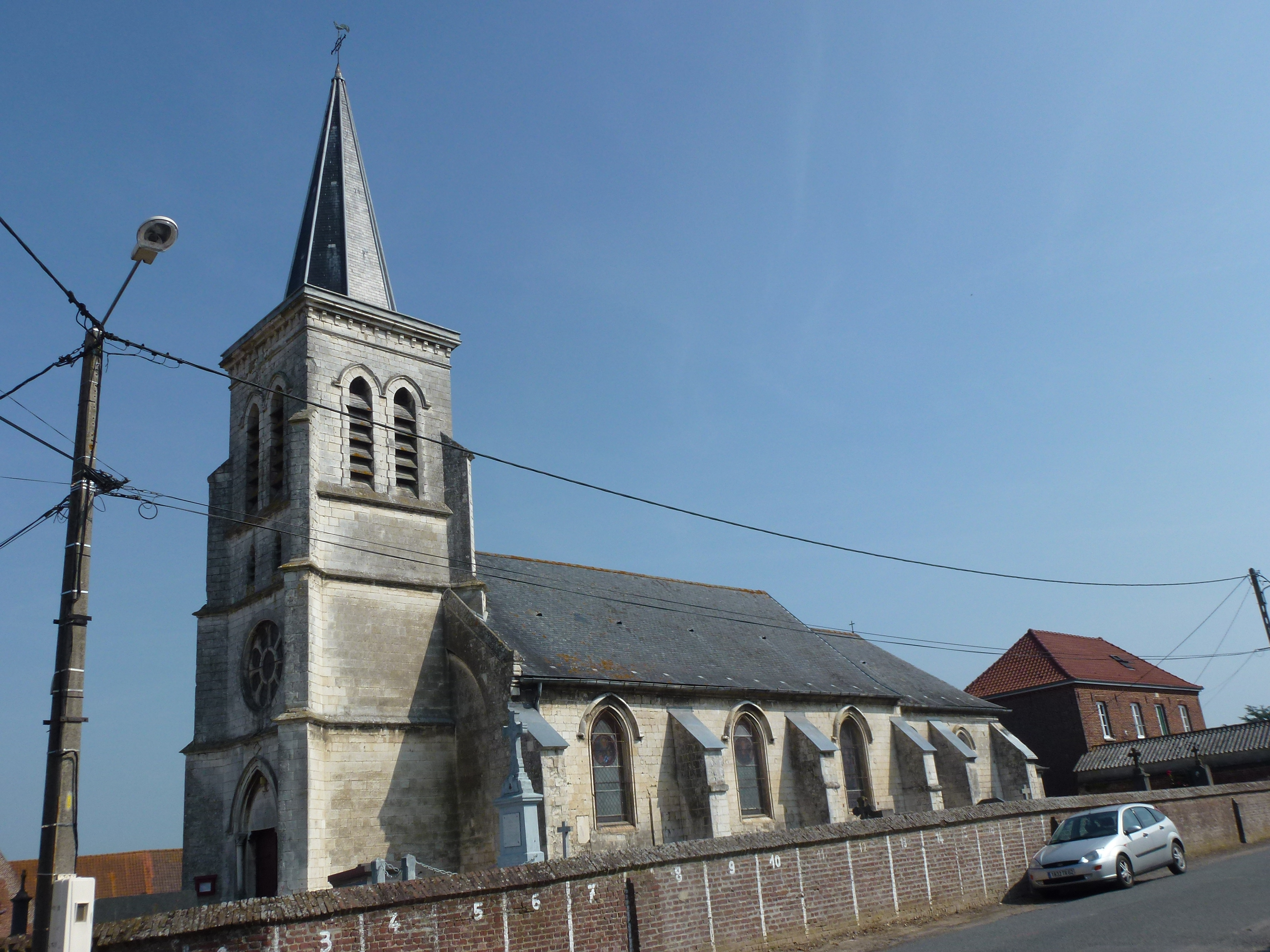
Kirche Saint-Honoré
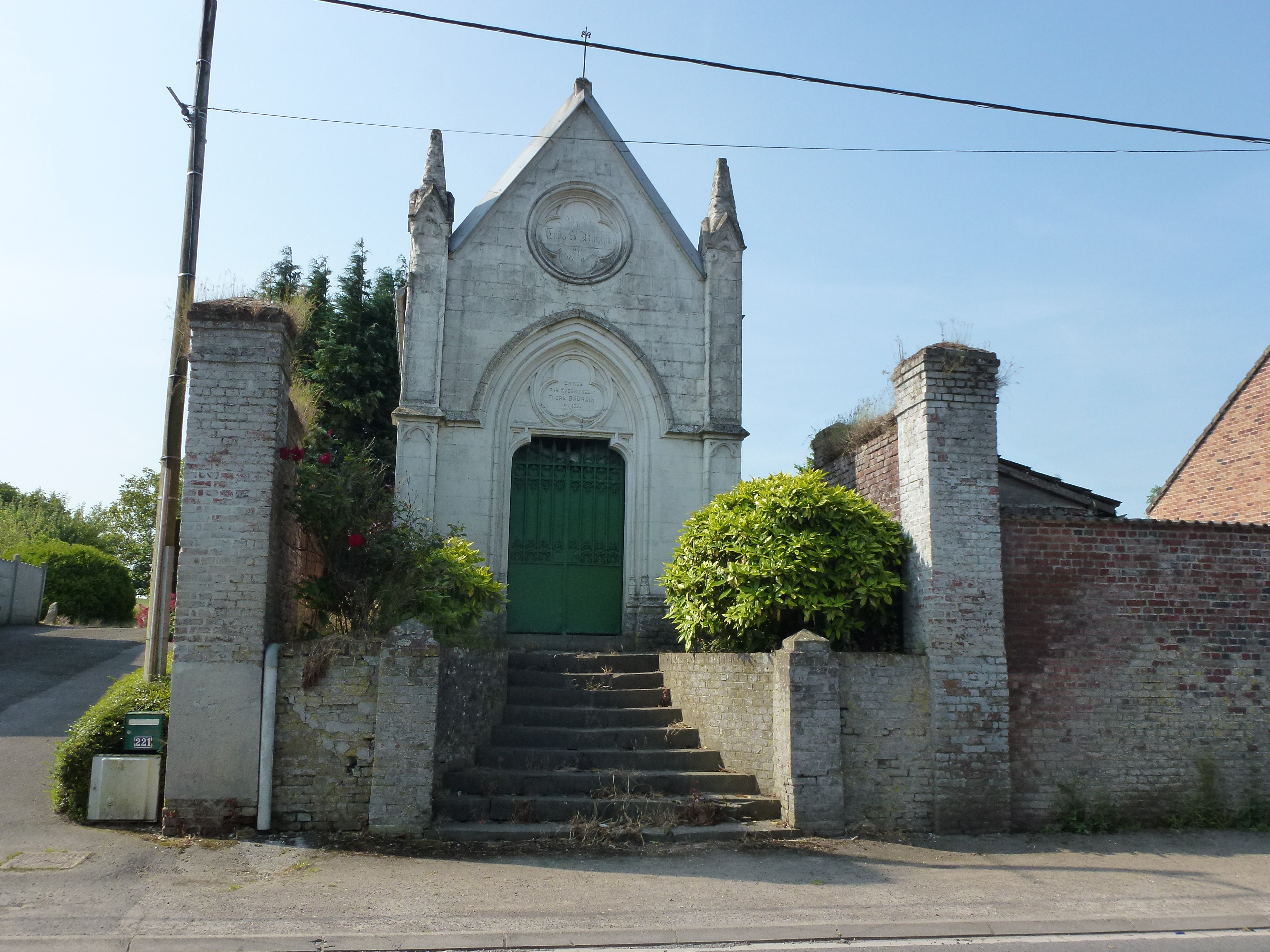
Kapelle Notre-Dame du Très Sainte-Rosaíre
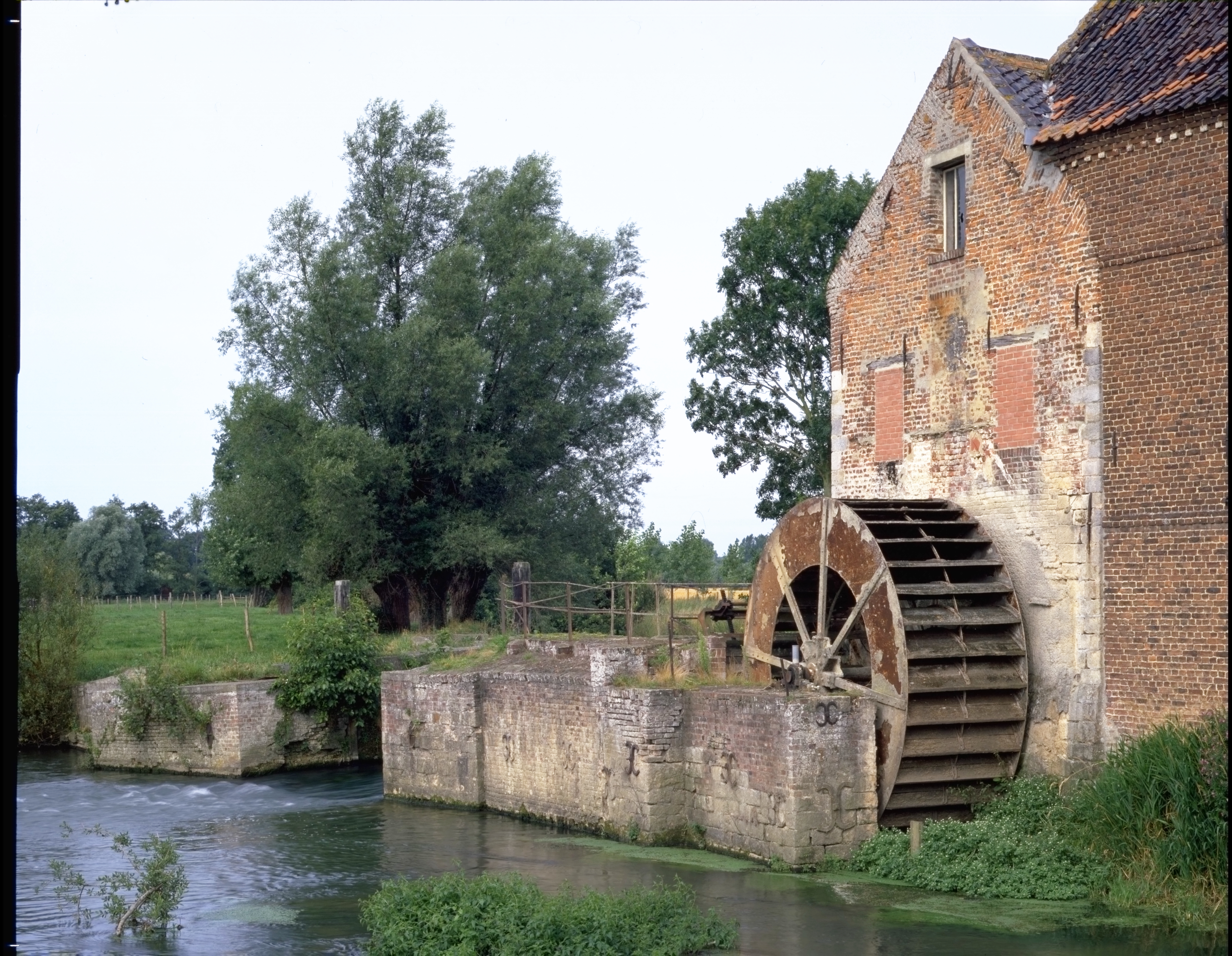
Alte Wassermühle
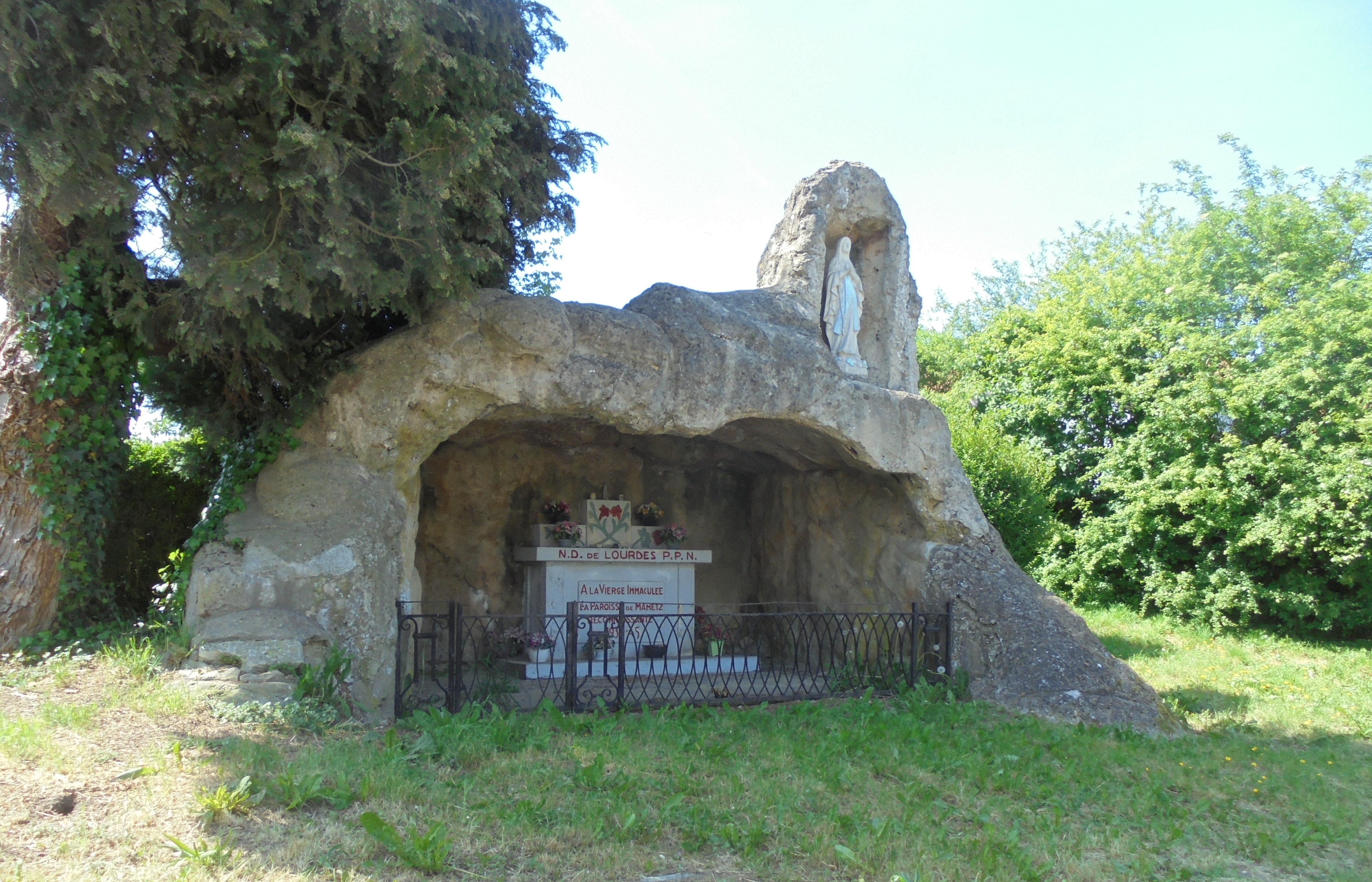
Replik einer Lourdes-Grotte
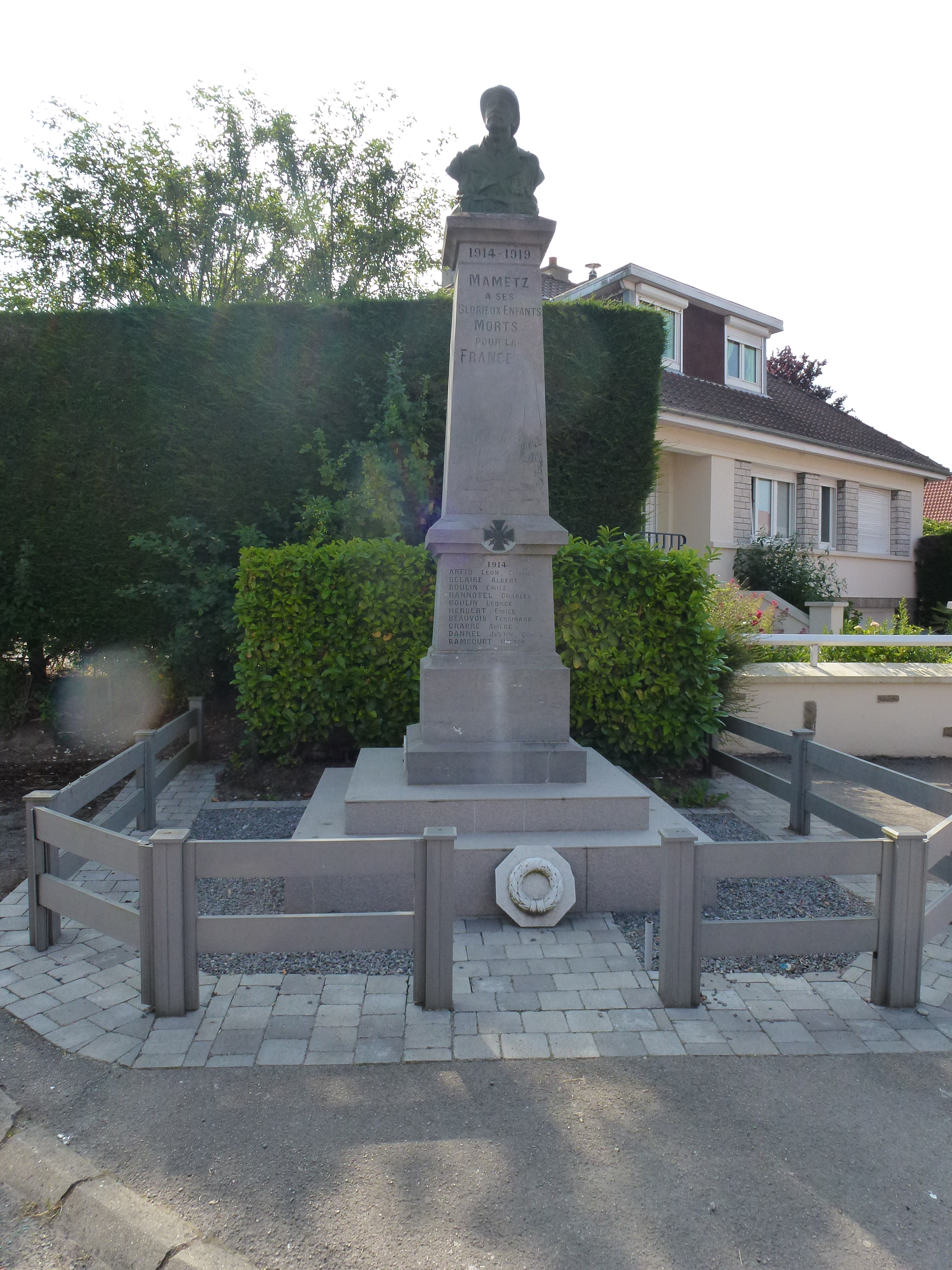
Gefallenendenkmal